# Al-Ahly
Al-Ahly (arabiska: النادي الأهلي) är en fotbollsklubb i Kairo i Egypten, som spelar i Egyptiska Premier League. Klubben grundades 1907 och har till och med säsongen 2014/2015 vunnit Egyptens högsta division trettiosju gånger och Egyptiska cupen trettiofem gånger.

## Meriter i urval

### Nationella
- Mästare (45): 1948–49, 1949–50, 1950–51, 1952–53, 1953–54, 1955–56, 1956–57, 1957–58, 1958–59, 1960–61, 1961–62, 1974–75, 1975–76, 1976–77, 1978–79, 1979–80, 1980–81, 1981–82, 1984–85, 1985–86, 1986–87, 1988–89, 1993–94, 1994–95, 1995–96, 1996–97, 1997–98, 1998–99, 1999–2000, 2004–05, 2005–06, 2006–07, 2007–08, 2008–09, 2009–10, 2010–11, 2013–14, 2015–16, 2016–17, 2017–18, 2018–19, 2019–20, 2022–23, 2023–24, 2024–25
- Cupen (37): 1923–24, 1924–25, 1926–27, 1927–28, 1929–30, 1930–31, 1936–37, 1939–40, 1941–42, 1942–43, 1944–45, 1945–46, 1946–47, 1948–49, 1949–50, 1950–51, 1952–53, 1955–56, 1957–58, 1960–61, 1965–66, 1977–78, 1980–81, 1982–83, 1983–84, 1984–85, 1988–89, 1990–91, 1991–92, 1992–93, 1995–96, 2000–01, 2002–03, 2005–06, 2006–07, 2016–17, 2019–20
- Super cup (11): 2003, 2005, 2006, 2007, 2008, 2010, 2011, 2014, 2015, 2017, 2018

### Internationella
- Caf Champions League (10): 1982, 1987, 2001, 2005, 2006, 2008, 2012, 2013, 2020, 2021

## Placering senaste säsonger
under namnet Zamalek SC
| Säsong  | Nivå | Liga           | Placering | Referens | Notering           |
| ------- | ---- | -------------- | --------- | -------- | ------------------ |
| 2014/15 | 1    | Premier League | 2         | [ 1 ]    | 🏆 Cupen: finalist |
| 2015/16 | 1    | Premier League | 1         | [ 2 ]    | 🏆 Cupen: finalist |
| 2016/17 | 1    | Premier League | 1         | [ 3 ]    | 🏆 Cupen: vinnare  |
| 2017/18 | 1    | Premier League | 1         | [ 4 ]    |                    |
| 2018/19 | 1    | Premier League | 1         | [ 5 ]    |                    |
| 2019/20 | 1    | Premier League | 1         | [ 6 ]    | 🏆 Cupen: vinnare  |
| 2020/21 | 1    | Premier League | 2         | [ 7 ]    |                    |
| 2021/22 | 1    | Premier League | 3         | [ 8 ]    |                    |
| 2022/23 | 1    | Premier League | 1         | [ 9 ]    |                    |
| 2023/24 | 1    | Premier League | 1         | [ 10 ]   |                    |
| 2024/25 | 1    | Premier League | 1         | [ 11 ]   |                    |

## Färger
Al-Ahly SC spelar i vit och röd trikåer, bortastället är svart.
| Al-Ahly | Al-Ahly |

### Dräktsponsor
| Period    | Dräktsponsor |
| --------- | ------------ |
| 1978–1980 | Umbro        |
| 1980–1989 | Puma         |
| 1989–1993 | Umbro        |
| 1993–2000 | Adidas       |
| 2000–2002 | Nike         |
| 2002–2009 | Puma         |
| 2009–2016 | Adidas       |
| 2016–2018 | Sporta       |
| 2018–2022 | Umbro        |

### Trikåer
| 1982 · Puma | 2010/11 · Adidas | 2011/12 · Adidas | 2012/13 · Adidas | 2021/22 · Umbro |